# Mitgliederliste der Widerstandsgruppe um Herbert Baum
Diese Liste enthält eine Aufstellung der Mitglieder der Berliner Widerstandsgruppe um Herbert Baum. Sie erhebt keinen Anspruch auf Vollständigkeit.
Eine Liste der Gedenkorten dieser Gruppe findet sich hier.
| Name                                      | Ref.          | Geburtsjahr/-ort               | Sterbejahr/-ort Todesursache                              | Beruf                                                                                | Anmerkungen                               | Foto |
| ----------------------------------------- | ------------- | ------------------------------ | --------------------------------------------------------- | ------------------------------------------------------------------------------------ | ----------------------------------------- | ---- |
| Herbert Ansbach                           |               | 1913 Tarnowitz                 | 1988 Berlin                                               | Politiker, Kaufmann                                                                  | auch Mitglied von KJVD, KPD               |      |
| Dora Bahnmüller                           | [ 1 ]         | 1901                           | 1944 Auschwitz                                            | Fürsorgerin                                                                          | Fluchthelferin                            |      |
| Herbert Baum                              | [ 2 ]         | 1912 Moschin                   | 1942 Berlin (Suizid)                                      | Elektriker                                                                           |                                           |      |
| Marianne Baum (geb. Cohn)                 | [ 3 ]         | 1912 Saarburg                  | 1942 Berlin-Plötzensee hingerichtet                       | Wicklerin                                                                            |                                           |      |
| Lisa Behn (geb. Attenberger)              | [ 4 ]         | 1908                           | 2008                                                      |                                                                                      |                                           |      |
| Jakob Berger                              |               | 1914 Berlin                    |                                                           | Schlosser                                                                            |                                           |      |
| Kurt Bernhardt                            | [ 5 ]         | 1901 Breslau                   | 1942 KZ Auschwitz ermordet                                | Apotheker, Laborant, Vertreter                                                       |                                           |      |
| Adolf Bittner                             | [ 6 ]         | 1899 Tropplowitz               | 1943 Berlin-Plötzensee hingerichtet                       | Arbeiter (ungelernt), Kohlearbeiter                                                  |                                           |      |
| Heinz Birnbaum                            | [ 7 ]         | 1920 Berlin                    | 1943 Berlin-Plötzensee hingerichtet                       | Dreher                                                                               |                                           |      |
| Hermann Braun                             |               |                                |                                                           |                                                                                      |                                           |      |
| Herbert Budzislawski                      | [ 8 ]         | 1920 Berlin                    | 1943 Berlin-Plötzensee hingerichtet                       | Arbeiter                                                                             |                                           |      |
| Lothar Cohn                               | [ 9 ]         | 1908 Oelsnitz/Erzgebirge       | 1944 KZ Sachsenhausen oder Berlin-Lichterfelde erschossen |                                                                                      |                                           |      |
| Ursel Ehrlich                             | [ 10 ]        | 1920 Berlin                    |                                                           | Arbeiterin                                                                           |                                           |      |
| Alfred Eisenstädter                       | [ 11 ]        |                                |                                                           |                                                                                      |                                           |      |
| Edith Fraenkel                            | [ 12 ] [ 13 ] | 1922 Berlin                    | 1944 KZ Auschwitz                                         | Arbeiterin                                                                           |                                           |      |
| Carmen Fruck (geb. Ebermann)              |               | 1912 oder 1913                 |                                                           |                                                                                      |                                           |      |
| Hans Fruck („Hanne“)                      | [ 14 ]        | 1911 Berlin                    | 1990 Berlin                                               | Politiker, Metallarbeiter                                                            |                                           |      |
| Ilse Haak (geb. Lewin, spätere Stillmann) |               | 1911 Berlin                    |                                                           |                                                                                      |                                           |      |
| Bernhard Hardel Heymann                   |               | 1909 Rybnik, Schlesien         | 1942 Berlin-Plötzensee                                    |                                                                                      |                                           |      |
| Felix Heymann                             |               | 1917 Berlin                    | 1943 Berlin-Plötzensee hingerichtet                       | Arbeiter                                                                             |                                           |      |
| Hardel Bernhard Heymann                   |               | 1909 Rybnik, Schlesien         |                                                           |                                                                                      |                                           |      |
| Alice Hirsch                              |               | 1923 Berlin                    | 1943 KZ Auschwitz                                         | Arbeiterin                                                                           |                                           |      |
| Hella Hirsch                              | [ 15 ]        | 1921 Posen                     | 1943 Berlin-Plötzensee hingerichtet                       | Arbeiterin                                                                           |                                           |      |
| Charlotte Holzer (geb. Paech)             |               | 1909 Berlin                    | 1980 Berlin                                               | Krankenschwester                                                                     |                                           |      |
| Richard Holzer                            |               | 1911 Berlin                    | 1975                                                      | Arbeiter                                                                             |                                           |      |
| Artur Illgen                              |               | 1905 Berlin                    | 1943 Berlin-Plötzensee hingerichtet                       | Anstreicher, Schriftenmaler, Maler                                                   |                                           |      |
| Hildegard Jadamowitz                      | [ 16 ]        | 1916 Berlin                    | 1942 Berlin-Plötzensee hingerichtet                       | Fabrikarbeiterin, Verkäuferin, Arzthelferin                                          |                                           |      |
| Heinz Joachim                             | [ 17 ]        | 1919 Berlin                    | 1942 Berlin-Plötzensee hingerichtet                       | Student                                                                              |                                           |      |
| Marianne Joachim (geb. Prager)            | [ 18 ]        | 1921 Berlin                    | 1943 Berlin-Plötzensee hingerichtet                       | Kinderpflegerin                                                                      |                                           |      |
| Martin Josef                              |               |                                |                                                           |                                                                                      | Fluchthelfer                              |      |
| Franz Krahl                               |               | 1914                           | 1990                                                      |                                                                                      |                                           |      |
| Martin Kochmann                           |               | 1912 Wongrowitz, Provinz Posen | 1943 Berlin-Plötzensee hingerichtet                       | kaufmännischer Angestellter, Zuschneider, Dreher, Bau-, Transport- und Lagerarbeiter |                                           |      |
| Sala Kochmann                             |               | 1912 Rzeszów, Polen            | 1942 Berlin-Plötzensee hingerichtet                       | Kindergärtnerin                                                                      |                                           |      |
| Harry Kühn                                |               |                                |                                                           |                                                                                      | nur kurze Zeit Mitglied                   |      |
| Karl Kunger                               |               | 1901 Berlin                    | 1943 Berlin-Plötzensee hingerichtet                       | Hilfsarbeiter                                                                        |                                           |      |
| Hildegard Löwy                            | [ 19 ]        | 1922 Berlin                    | 1943 Berlin-Plötzensee hingerichtet                       | Büroangestellte, Buchhalterin                                                        |                                           |      |
| Hans-Georg Mannaberg (Hans Adler)         |               | 1912 Berlin                    | 1942 Berlin-Plötzensee hingerichtet                       | Schriftsetzer, Drucker                                                               |                                           |      |
| Gerda May (geb. Fichtmann)                |               | 1915                           |                                                           |                                                                                      |                                           |      |
| Willy May                                 |               | 1909                           | 1982                                                      |                                                                                      |                                           |      |
| Gerhard Meyer                             |               | 1919 Berlin                    | 1942 Berlin-Plötzensee hingerichtet                       | Schlosser, Werkzeugmacher                                                            |                                           |      |
| Hanni Meyer (geb. Lindenberger)           |               | 1921 Berlin                    | 1943 Berlin-Plötzensee hingerichtet                       | Kinderpflegerin, Stenotypistin                                                       |                                           |      |
| Herbert Meyer                             |               | 1910                           | 1942 Untersuchungshaftanstalt Berlin-Moabit ermordet      | Zuschneider, Einkäufer, Transportarbeiter                                            |                                           |      |
| Norbert Meyer                             |               |                                |                                                           |                                                                                      | Fluchthelfer                              |      |
| Rita Meyer (geb. Zocher)                  |               | 1915 Kischinjow                |                                                           | arbeitssuchend                                                                       | Fluchthelferin auch Mitglied von KJVD     |      |
| Ruth Moratz                               |               |                                |                                                           |                                                                                      | Fluchthelferin                            |      |
| Helmut Neumann                            |               | 1921 Berlin                    | 1943 Berlin-Plötzensee hingerichtet                       | Transportarbeiter                                                                    |                                           |      |
| Erwin Pawlowski                           |               |                                |                                                           |                                                                                      |                                           |      |
| Gustav Paech                              |               | 1905 Berlin                    |                                                           | Techniker                                                                            |                                           |      |
| Heinz Rotholz                             |               | 1921 Berlin                    | 1943 Berlin-Plötzensee hingerichtet                       | Hilfsmechaniker                                                                      |                                           |      |
| Lotte Rotholz (geb. Jastrow)              | [ 20 ] [ 21 ] | 1923 Bentheim                  | 1943 KZ Auschwitz                                         | Arbeiterin                                                                           |                                           |      |
| Siegbert Rotholz                          |               | 1919 Berlin                    | 1943 Berlin-Plötzensee hingerichtet                       | Kohlearbeiter, Hilfsarbeiter                                                         |                                           |      |
| Walter Sack                               | [ 22 ]        | 1915 Berlin                    | 2008                                                      |                                                                                      | auch Mitglied von SAJ und KJVD            |      |
| Lothar Salinger                           |               | 1919 Berlin                    | 1943 Berlin-Plötzensee hingerichtet                       | Arbeiter                                                                             |                                           |      |
| Werner Schaumann                          |               | 1908 Berlin                    | 1943 Berlin-Plötzensee hingerichtet                       | Gärtner, Bauleiter, Schweißer                                                        |                                           |      |
| Werner Steinbrink                         | [ 23 ]        | 1917 Berlin                    | 1942 Berlin-Plötzensee hingerichtet                       | Laborant                                                                             |                                           |      |
| Hans-Georg Vötter                         |               | 1901 Leipzig                   | 1943 Berlin-Plötzensee hingerichtet                       | Schriftsetzer                                                                        | auch Mitglied von SAJ, IAH, KPD           |      |
| Irene Walther                             | [ 24 ]        | 1919 Berlin                    | 1942 Berlin-Plötzensee hingerichtet                       | Stenotypistin                                                                        |                                           |      |
| Suzanne Wesse (geb. Vasseur)              |               | 1914 Calais                    | 1942 Berlin-Plötzensee hingerichtet                       | Übersetzerin                                                                         |                                           |      |
| Lothar Wittenberg                         |               | 1925 Berlin                    |                                                           | arbeitssuchend                                                                       |                                           |      |
| Alice Zadek (geb. Kronheim)               | [ 25 ]        | 1921 Berlin                    | 2005                                                      | Schneiderin                                                                          | auch Mitglied von KJVD und KPD (beide GB) |      |
| Gerhard Zadek                             | [ 26 ]        | 1919 Berlin                    | 2005 Berlin                                               | Journalist, Patentingenieur                                                          | auch Mitglied von KJVD, KPD               |      |
| Ismar Zöllner                             |               | 1918 Mosina, Poznański, Polen  | 27/04/1973 Berlin-Wilmersdorf                             |                                                                                      |                                           |      |